# Endeis nodosa
Endeis nodosa is een zeespin uit de familie Endeidae. De soort behoort tot het geslacht Endeis. Endeis nodosa werd in 1942 voor het eerst wetenschappelijk beschreven door Hilton. 